# Guimarán
Guimarán (en asturiano y oficialmente Quimarán) es una parroquia asturiana del concejo de Carreño, en el norte de España. Cuenta con una población de 358 habitantes de acuerdo al INE de 2021, repartidos en una superficie de 5,03 kilómetros cuadrados. Limita al norte con la parroquia de Perlora al sur con las de Poago y Fresno en el concejo de Gijón, al este con Prendes y Pervera y al oeste con las parroquias de Logrezana y El Valle. 

## Entidades de población
Cuenta con los siguientes lugares dentro de su territorio:
- Cespedera (La Cespedera)
- Fondo (El Fondo)
- Manzaneda (Mazaneda)
- Monte (El Monte)
- Naves
- Rebollada (La Rebollada)
- San Pablo
- Villar

## Personalidades
- Genaro García-Alas y Suárez de la Vega, gobernador civil de Zamora y padre de Leopoldo Alas, Clarín[3]